# Sally Philipsen
Sally Nicolaj Philipsen (29. januar 1879 i København – 15. maj 1936 sammesteds) var en dansk maler.

## Uddannelse og rejser
Han var søn af bogtrykker, senere grosserer Ferdinand Philipsen og Sophie født Wagner og stod i malerlære i to år. Han blev dimitteret fra Det tekniske Selskabs Skole under Holger Grønvold og blev i januar 1896 herfra optaget på Kunstakademiet, hvor han studerede under Frants Henningsen og Otto Bache. November 1901 fik han afgang som kunstmaler. Han besøgte Italien 1903, 1907 (ca. 1 år, heraf ½ år i Assisi) og 1928; Paris 1910 og 1927 og var på flere rejser til Tyskland, Holland samt Sverige. Han modtog Akademiets stipendium 1904, Kaufmanns Legat 1906, Nathans Legat 1932 og Benny Claudi-Pedersens Legat 1936. Han var i bestyrelsen for Malende Kunstneres Sammenslutning. 

## Stil og virke
Sally Philipsen begyndte som portrætmaler og udviser i sine tidlige portrætter inspiration fra Rembrandt, både i komposition og i farveholdning. Philipsens besøg i Paris 1910 gjorde ham bekendt med impressionismen, som satte spor i hans kunst. Efter hjemkomsten fandt han nu især sine motiver i Københavns udkant, hvor hans sans for at gengive lys og atmosfære og for det maleriske kom til sin ret. Flere billeder blev til i Dragør, hvor han var bosat fra 1919 til 1936, mens andre blev skabt på maleren Sven Schous ejendom Havnø ved Mariager Fjord, hvor Sally Philipsen malede om sommeren sammen med bl.a. Einar Olsen, Henrik Schouboe, Aage Lønborg-Jensen og Lauritz Mikkelsen. Også Christianshavn, hvor Philipsen boede en årrække, dannede en motivkreds. En påvirkning fra Fridolin Johansen og Albert Gottschalk ses i hans gråvejrsbilleder og havnebilleder i snevejr.
Philipsen var også kunstsamler og samlede dels nyere dansk kunst, bl.a. af Fridolin Johansen, Albert Gottschalk og Theodor Philipsen, dels franske værker, dels afrikanske skulpturer og kinesiske antikviteter. 
Philipsen blev gift 11. december 1906 på Frederiksberg med Louise Juliane Fanny Møller, adopteret Hvilsom (25. oktober 1871 smst. - 1. marts 1951 smst.), datter af arbejdsmand Andreas Carl Poul Møller og Maren Christine født Christensen. Adopteret af fabrikant Carl Frederik Hvilsom og Juliane Pauline Daniella født Müller. 
Han er begravet på Mosaisk Vestre Begravelsesplads, hvor gravstenen er udført 1937 af Aage Lønborg-Jensen.

## Gengivelser
- Afbildet på Vilhelm Pachts maleri af akademiets skole 1904
- Malede selvportrætter bl.a. 1906, 1912, 1920 og 1935
- Tegning af Simon Olsen 1916 (Det Kongelige Bibliotek)
- Fotografier

## Udstillinger
- Charlottenborg Forårsudstilling 1902-33, 1935-37
- Kunstnernes Efterårsudstilling 1904-05, 1907-11
- Jødisk Udstilling, Industriforeningen, København 1908
- Landsudstillingen i Aarhus 1909
- Danske lægeportrætter, Axelborg, København 1922
- Det danske Kunststævne, Forum 1929
- Charlottenborg Efterårsudstilling 1931
- Dansk og udenlandsk kunst, Bachs Kunsthandel, København 1973

Separatudstillinger:
- 1918; 1921; 1923; 1924 (sammen med Marius Hammann)
- 1928
- Bachs Kunsthandel, København 1931-32 (sammen med Ludvig Jacobsen, Kirsten Kjær, Knud Thomsen og Gustaf Wolmar)
- 1934

## Værker
- Portræt af moderen (1902)
- Litograf Harald Jensen (1902)
- Skuespilleren Emmanuel Larsen (1906, Teatermuseet i Hofteatret)
- Komponisten Johan Adam Krygell (1907)
- Dobbeltportræt af kunstneren og hans hustru (1908)
- Gammel italienerinde. Fattiggården i Assisi (udstillet 1908)
- Skuespilleren Albrecht Schmidt (1911, Teatermuseet i Hofteatret)
- Skuespilleren Sophus Erhardt (1916, Teatermuseet i Hofteatret)
- Gammel bojan med blomster (udstillet 1916)
- Teaterdirektør Emil Wulff (1917)
- Septemberformiddag i Havnø (udstillet 1918)
- Gammel gård. Christianshavn (udstillet 1920)
- Anlægsfest i Dragør (udstillet 1923)
- Dyrehavsbakken (udstillet 1924)
- Kunsthandler W. Schou (1927)
- Vinterdag. Christianshavn (udstillet 1928)
- Tønderidning. Dragør (udstillet 1931)
- Amagergade. Christianshavn (udstillet 1932)
- Direktør Frederik Dalgas (1932, Royal Copenhagen)
- Christianshavns Vold (udstillet 1934)
- Sommermorgen. Bornholm (udstillet 1935)
- Oboisten Olivo Krause (Det Kongelige Teater)